# Karácsonyi Károly
Karácsonyi Károly (Gödöllő, 1942. január 14. –) magyar pedagógus, biológus, muzeológus, természettudományi szakíró.

## Életútja
1967 óta publikál. Kezdetben a bukaresti Studii şi Cercetări de Biologie és Revista Muzeelor şi Monumentelor, a nagyváradi Nymphaea és a szatmári Studii şi Comunicări munkatársa volt. Magyar nyelvű tudománynépszerűsitő cikkei a Művelődésben jelentek meg, a Szatmári Hírlap  folytatólagosan 21 részben közölte Szatmár megye növényritkaságai című sorozatát.
Később több romániai, magyarországi, ausztriai és németországi szakfolyóirat közölte mintegy 70 tudományos dolgozatát. Nemzetközi szakértekezleteken vett részt: Illmitzben, Linzben, Kolozsváron, Pécsen, Gödöllőn, Sopronban és Gundelsheimban. Tanulmányaiban főleg Szatmár, Bihar és Szilágy megye növényvilágát ismertette. Elkészítette több természetvédelmi terület tudományos dokumentációját. A nagykárolyi múzeum természetrajzi részlegének mintegy 28.000 darabból álló kollekcióit ő állította össze. Párhuzamosan a helyi arborétum modernizálási munkáit is vezette. 2010-ben Nagykárolyban Pro Urbe díjat kapott.
Bár 1988-ban elköltözött családjával Németországba, kapcsolata egykori otthonával töretlen maradt. Feleségével bejárta a világot, és a különböző kontinenseken több ezer növényfotót készített.

## Kötetei
- Szatmár megye növényvilága (1995) – elnyerte a Román Tudományos Akadémia díját
- Az Érmellék flórája és faunája (2002) – Társszerző
- A hajdani Ecsedi-láp és Ecsedi síkság (2003) – Társszerző
- Hat kontinens növényvilágából. Atlasz (2007)
- Üzennek a pálmafák Nagykárolyba (2008)[1] (2007 és 2008 – két kiadás)
- A Tasnádi-dombvidék flórája és növényzete (2011) – Doktori disszertáció
- Hajnalban kialudt gyertyaláng. Divéky Ferenc (1848-1869) szatmári botanikus munkássága, (2014)  Online hozzáférés